# Willer-sur-Thur
Willer-sur-Thur es una localidad y comuna francesa, situada en el departamento de Alto Rin, en la región de Alsacia.

## Demografía
| 1752 | 1828 | 1923 | 2019 | 1947 | 1875 |
| Para los censos de 1962 a 1999 la población legal corresponde a la población sin duplicidades (Fuente: INSEE [Consultar]) |      |      |      |      |      |